# انجمن ماکیان آمریکا
انجمن ماکیان آمریکا (انگلیسی: American Poultry Association) قدیمی‌ترین سازمان ماکیان در آمریکای شمالی می‌باشد. این انجمن در ۱۸۷۳ بیانگذاری شده است و از ۱۹۳۲ در ایندیانا شروع به فعالیت نموده است.